# Feodor Lark
Feodor Lark (Sibéria, 20 de junho de 1997) é um ator transgênero nascido na Rússia.

## Vida pessoal
Lark nasceu Maria Lark na Sibéria, Rússia, em 20 de junho de 1997. Ele foi adotado por uma mulher americana chamada Peggy Lark.
Em maio de 2021, Lark se assumiu transgênero em suas contas de mídia social, especificou seu gênero preferido como ele/dele e revelou seu novo nome, Feodor.

## Carreira
Em 2005 atuou como Bridgette Dubois na série Medium, transmitido pela NBC nos EUA e pela Sony no Brasil, contracenando com Patricia Arquette.
Participou varias vezes do programa The Tonight Show com Jay Leno.
Lark foi a mais jovem personalidade a participar do programa The View, da rede ABC, que tem como conceito mostrar mulheres com grandes perspectivas na vida. Ao nascer foi adotado por uma americana.

## Filmografia
| Filmes      | Filmes                              | Filmes           | Filmes        |
| Ano         | Título                              | Papel            | Notas         |
| ----------- | ----------------------------------- | ---------------- | ------------- |
| 2008        | Medium Season 4: Joe's Crayon Dream | Bridgette Dubois |               |
| 2008        | Surviving Sid                       |                  |               |
| Televisão   |                                     |                  |               |
| Ano         | Título                              | Papel            | Notas         |
| 2005 / 2010 | Medium                              | Bridgette Dubois | 108 episódios |

## Prêmios e Indicações
| Prêmios | Prêmios   | Prêmios             | Prêmios                                                                        | Prêmios |
| Ano     | Resultado | Premiação           | Categoria                                                                      | Título  |
| ------- | --------- | ------------------- | ------------------------------------------------------------------------------ | ------- |
| 2006    | Indicada  | Young Artist Awards | Melhor Performance em Série de TV (Comédia ou Drama) - Atriz Jovem Até 10 Anos | Medium  |
| 2007    | Venceu    | Young Artist Awards | Melhor Performance em Série de TV (Comédia ou Drama) - Atriz Jovem Até 10 Anos | Medium  |